# (16062) Buncher
(16062) Buncher (1999 NR36) – planetoida z grupy pasa głównego asteroid okrążająca Słońce w ciągu 3,48 lat w średniej odległości 2,3 j.a. Odkryta 14 lipca 1999 roku.